# Spitzendiode

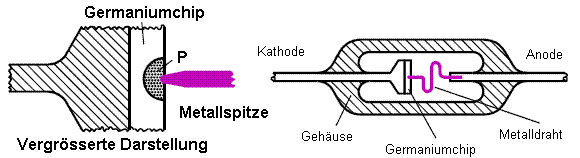
Spitzendiode mit Dotierungszone um den Kontakt

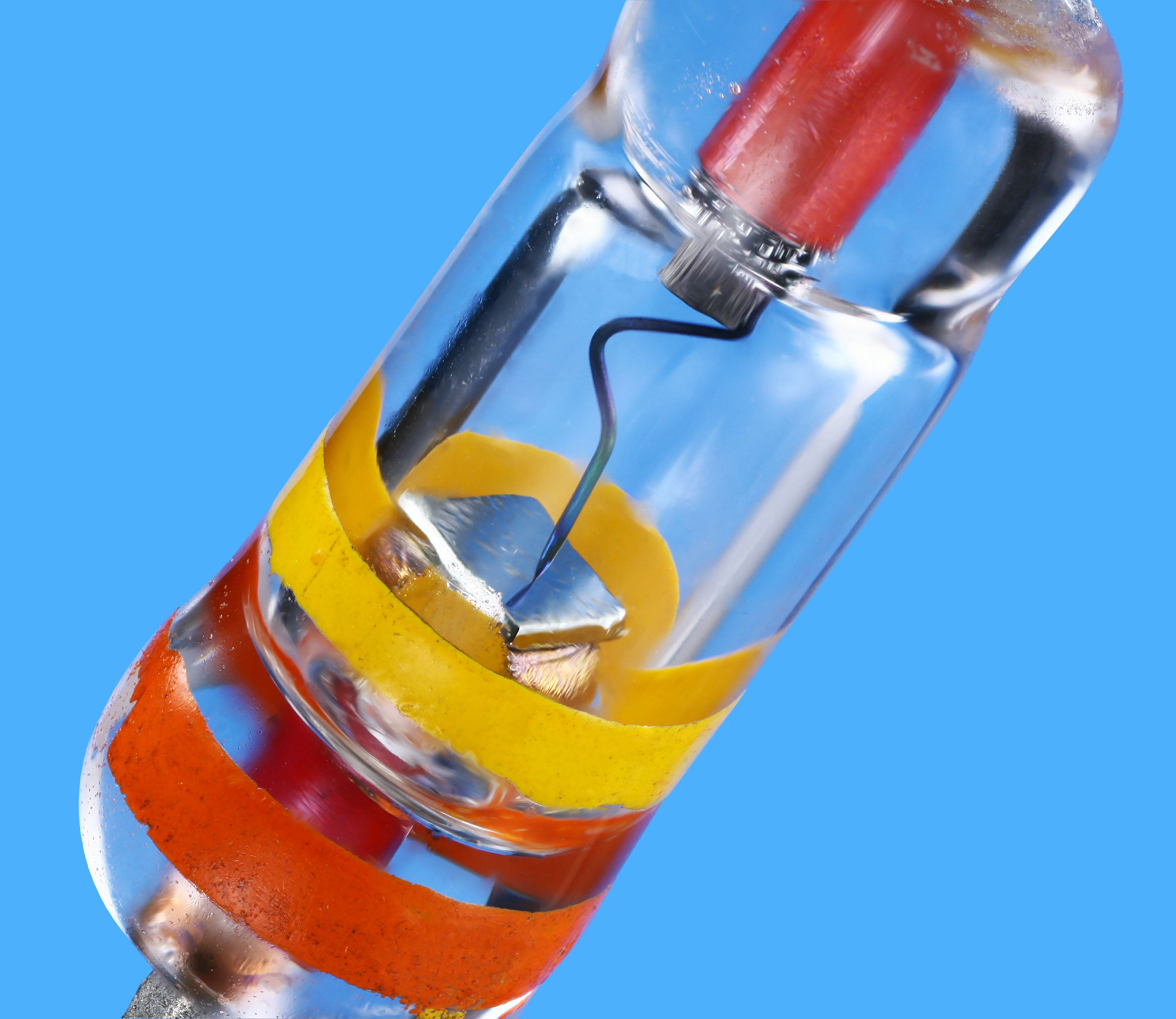
Spitzendiode EFD108 in Nahaufnahme

Eine Spitzendiode ist eine Form einer Halbleiter-Diode, bei der eine feine Metallspitze auf ein einkristallines Halbleiterplättchen drückt und dort einen lokalen Metall-Halbleiter-Übergang, einen so genannten Schottky-Kontakt, bildet. Eine erste Spitzendiode wurde vom deutschen Physiker Walter Schottky gebaut (1938). Spitzendioden waren die Nachfolger der vorher vor allem in Detektorempfängern verwendeten Kristalldetektoren und Vorläufer der Spitzentransistoren.
Sie wurden im Gegensatz zu den Kristalldetektoren industriell mit besserer Reproduzierbarkeit gefertigt und in ein Glas- oder Keramik-Gehäuse eingebaut und hatten spezifizierte Eigenschaften. Erste Anwendungen und Antrieb zur Weiterentwicklung waren Detektoren für Radargeräte während des Zweiten Weltkriegs. Spezifiziert wurden die Dioden oft bis zu 30 GHz.
Anwendung von Spitzendioden: Mischdioden und Demodulator in Fernsehempfängern und Radargeräten.
Germanium-Spitzendioden fanden, beginnend noch während der Röhrentechnik, bis etwa 1985 breiten Einsatz als Demodulator- und Mischer in Radios, Funkempfängern und -sendern. Siehe unter anderem auch Ratiodetektor, Ringmodulator
Beispiele für Spitzendioden:
- OA21 mit Uf = 0,5 V bei 20 mA (fc ca. 1 GHz, Material: Germanium, Fa. TE-KA-DE).
- 1N82 mit Uf = 0,2 V bei 1 mA (fc ca. 1 GHz, Material: Silizium, Fa. Sylvania / Anode an der chip-Seite).
- CS3A mit Uf = 0,2 V bei 1 mA (fc ca. 10 GHz, Patronenform, Material: Silizium, Fa. British-Thomson-Houston Co Ltd. 1941).

Um die Kontaktstelle noch stabiler gegen mechanische Einflüsse zu machen, wird sie oft durch einen Stromstoß formiert. Dadurch entsteht an der Kontaktstelle im Kristall eine halbkugelförmige, neudotierte Zone, die mit dem Kristall-Grundmaterial nun einen p-n-Übergang und somit eine PN-Diode bildet. Die HF-Eigenschaften verschlechtern sich dadurch, da die Sperrschichtkapazität und die Ladungsträgerlebensdauer zunehmen. Sie unterscheidet sich von der nicht formierten Spitzendiode auch dadurch, dass ihre Strombelastbarkeit höher ist; der Einsatz ist je nach Behandlung auf einige zehn bis einige 100 MHz beschränkt.
Die Lage der Kathode richtet sich nach der vorliegenden Grunddotierung des Materials; sie muss nicht unbedingt auf der chip-Seite (wie im Bild) liegen.